# Nemzetközi devizapiac

A dollár, az euró, a font, a jen, a đồng és a sékel jele

A nemzetközi devizapiac (angolul foreign exchange, ebből származik a Forex, FX elnevezés) a különböző devizákkal való kereskedésnek a legális színtere.
A kereskedelmi és jegybankok, spekulánsok, multinacionális vállalatok, kormányok és más pénzügyi piacok és pénzügyi intézmények igényeit kielégítő piacok naponta több mint 3000 milliárd dolláros forgalmat bonyolítanak le. A magánszemélyek csak a forgalom elenyésző részét adják, az ő ügyleteiket általában brókerek és bankok intézik. Sok tekintetben a devizapiacok állnak a legközelebb a tökéletes piac elméletéhez, aminek forrása a hatalmas forgalom, a piac rendkívüli likviditása, a szereplők magas száma, földrajzi szétszórtsága, a kereskedési idő (hétvégék kivételével napi 24 óra), az árfolyamokat befolyásoló tényezők sokfélesége és a magas elérhető haszonkulcs. Számos külföldi és hazai bróker kínál virtuális kereskedési felületeket, köztük olyanok is, akik nem közvetítik a kereskedő megbízásait a tőzsdére, hanem saját tőkével vállalnak fedezetet arra. Ők az úgynevezett "market maker"-ek. Legtöbbször nem biztonságos a kereskedés náluk, sokuk egyáltalán nem áll semmilyen pénzügyi felügyelet ellenőrzése alatt. Azok a brókerek, az ún. ECN brókerek, akik azonnal, jutalék nélkül továbbítják a kereskedők megbízásait a tőzsdére, sokkal megbízhatóbbak, lényegesen olcsóbbak és stabil technikai hátteret biztosítanak.

## Fenntarthatóság
Több szerző (pl. David C. Korten, James Tobin), köztük Dr. Gyulai Iván úgy látja, hogy rengeteg társadalmi és környezeti kár okozói a spekulatív pénzmozgások, köztük a valutaárfolyamok ingadozását kihasználó valuta kereskedelem. A reálgazdaságról leváló spekulációs műveletek révén a nagybefektetők zsarolni képesek a reálgazdaság szereplőit, legyenek azok vállalatok, vagy akár nemzetgazdaságok. Gyulai a megoldást a Silvio Gesell által 1910-es években kidolgozott negatív kamatozású pénzben látja, amely gátolja a spekulatív pénzmozgásokat.
James Tobin a spekulációs pénzmozgásokat nagyon károsnak ítélte, és ezek ellehetetlenítésére javasolt nagyon kis mértékű adója, a Tobin-adó megnehezítené, hogy a valuták értékének ingadozását kihasználó pénzváltásokból - teljesítés nélküli - jövedelemre lehessen szert tenni, viszont csekély, pár ezrelékes mértéke miatt a reálgazdasági folyamatokat nem gátolná.
Vezér-Szörényi László megoldásnak a már több országban (Svájc, Argentína, Uruguay, Brazília, Kína) működő duális pénzrendszer bevezetését látja, amelyben a normál valutát kiegészíti egy közösségi pénz, amely kamatmentes, vagy negatív kamatú, és elegendő készpénzzel látja el az azt elfogadók közösségét, és enyhíti a globális valuta ingadozásából fakadó terheket, veszélyeket.

## Külső hivatkozások
- Aktuális Forex heatmap (keresztárfolyamok)